# Grigorij Romanow
Grigorij Wasiljewicz Romanow, ros. Григо́рий Васи́льевич Рома́нов (ur. 7 lutego 1923 w guberni nowogrodzkiej, zm. 3 czerwca 2008 w Moskwie) – radziecki polityk, członek Biura Politycznego KC KPZR (1976–1985), I sekretarz Leningradzkiego Obwodowego Komitetu KPZR (1970–1983), deputowany do Rady Najwyższej ZSRR 1966–1989, członek Prezydium Rady Najwyższej ZSRR (1971–1984), Bohater Pracy Socjalistycznej (1983).

## Życiorys
Brał udział w wojnie niemiecko-sowieckiej 1941–1945, uczestnik obrony Leningradu i walk nad Bałtykiem, w 1944 wstąpił do WKP(b). Absolwent Leningradzkiego Instytutu Budowy Okrętów (1953), pracownik Centralnego Biura Budowy Projektu przy Ministerstwie Przemysłu Stoczniowego ZSRR od 1946. W latach 1957–1961 sekretarz Kirowskiego Rejonowego Komitetu KPZR, od 16 września 1970 do 21 czerwca 1983 I sekretarz Leningradzkiego Obwodowego Komitetu partyjnego. Od 8 kwietnia 1966 do 25 lutego 1986 członek KC KPZR, od 27 kwietnia 1973 do 24 lutego 1976 zastępca członka, a od 5 marca 1976 do 1 lipca 1985 członek Biura Politycznego KC KPZR. Od 21 czerwca 1983 do 1 lipca 1985 sekretarz KC KPZR. 1966-1989 był deputowanym do Rady Najwyższej ZSRR (od 7 do 11 kadencji), a 1971-1984 członkiem Prezydium Rady Najwyższej ZSRR. Uznawany za „twardogłowego”, był kandydatem na sekretarza generalnego KC KPZR po śmierci Andropowa w 1984 i Czernienki w 1985. Po rozpadzie ZSRR w 1991 działał w Komunistycznej Partii Federacji Rosyjskiej; był członkiem Centralnej Rady Konsultacyjnej przy KC KPFR. Pochowany na Cmentarzu Kuncewskim w Moskwie.

## Odznaczenia
- Medal Sierp i Młot Bohatera Pracy Socjalistycznej (6 lutego 1983)
- Order Lenina (trzykrotnie)
- Order Rewolucji Październikowej
- Order Czerwonego Sztandaru Pracy
- Order „Znak Honoru”
- Medal „Za zasługi bojowe” (1944)
- Medal „Za obronę Leningradu”
- Medal „Za zwycięstwo nad Niemcami w Wielkiej Wojnie Ojczyźnianej 1941–1945”
- Medal 250-lecia Leningradu
- Medal 100-lecia urodzin Lenina